# Torrey Canyon
Torrey Canyon là chiếc tàu biển chở dầu đã gây ra vụ tràn dầu Torrey Canyon ngày 17 tháng 3 năm 1967 tại Cornouailles, làm chảy ra biển 25.000 tấn dầu, gây ô nhiễm trầm trọng cho vùng bờ biển Tây nam nước Anh.
Tàu được đóng ở Hoa Kỳ năm 1959, với sức chứa 60.000 tấn nhưng đã được nới rộng ở Nhật Bản lên 120.000 tấn.
Ngày 17 tháng 3 năm 1967, tàu chở 120.000 tấn dầu, đụng phải đá ngầm và hỏng nặng tại Cornouailles, bờ biển Tây nam nước Anh làm chảy ra biển 25.000 tấn dầu, gây ô nhiễm trầm trọng.Vào thời điểm sự cố, tàu được đăng ký ở Liberia và thuộc sở hữu của Barracuda Tanker Corporation, một công ty con của Union Oil Company of California.
Vụ tràn dầu đã gây ô nhiễm nghiêm trọng cho vùng bờ biển Tây nam nước Anh, ảnh hưởng nặng đến hệ sinh thái. Nhiều biện pháp để thu hồi dầu và giảm bớt ô nhiễm đã được thực hiện nhưng đem lại kết quả yếu. Máy bay quân sự định đốt dầu trên mặt biển nhưng không hiệu quả.